# طنبوره عربی

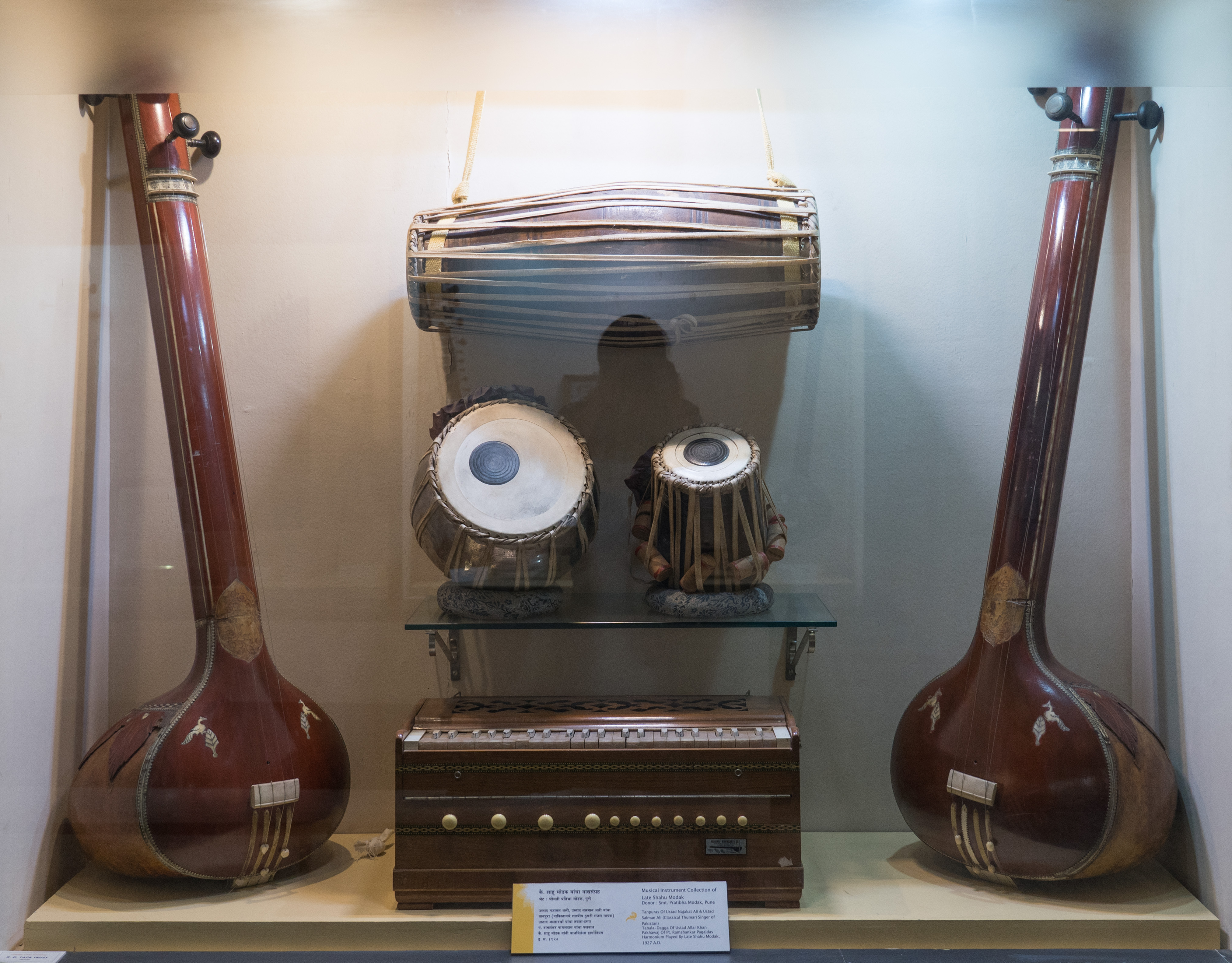
تصویری از طنبوره عربی

طنبوره عربی یک ساز موسیقی شبیه چنگ کاسه‌دار است که در خاورمیانه و شرق آفریقا رواج دارد. این ساز نقش مهمی در برگزاری آیین زار دارد. همچنین در مراسم فن الطنبوره‌ در کشورهای عربی خلیج فارس استفاده می‌شود. منشاء ظنبوره احتمالاً مصر علیا و سودان بوده است.
تفاوت اساسی طنبوره عربی با تنبور این است که طنبوره عربی شبیه چنگ است ولی تنبور نوعی لوت است.
این ساز به همراه سازهای دیگر همچون دهلو منجور در مراسم نوباننواخته می شود .